# 2 février 1959

## Naissances
- Luis Marcoleta, chilien, joueur et entraîneur de football
- Franklin Edwards, américain, joueur de basketball
- Omar Hakim, américain, batteur
- Maurice Leroy, français, homme politique
- Dexter Manley, américain, joueur de football américain
- Hubertus von Hohenlohe, mexicain, skieur alpin
- Lenine, brésilien, chanteur compositeur
- Jari Tervo, finlandais, écrivain

## Décès
- Toni Egger (né le 12 septembre 1926), autrichien, alpiniste
- Camille Wolff (né le 31 janvier 1908), français, homme politique
- Alexander Rueb (né le 27 décembre 1882), néerlandais, avocat

## Autres événements
- Sortie britannique du film De la bouche du cheval
- Sortie espagnole du film La Révolte des gladiateurs
- Annonce des fermetures de l'Usine textile et chimique de Saint-Maurice-de-Beynost et de celle de Décines de la  Société lyonnaise de soie artificielle
- Affaire du col Dyatlov qui se solda par la mort de neuf skieurs/randonneurs dans le nord de l'Oural
- Effondrement dans une mine de Nachterstedt